# Marc Bloch
Marc Bloch (n. 6 iulie 1886, Lyon - d. 16 iunie 1944, Saint-Didier-de-Formans, Ain, Franța) a fost un istoric francez, membru al Rezistenței.
Provine dintr-o familie de evrei din Alsacia. Tatăl său, Gustav Bloch, a fost profesor de istorie romană la Sorbona.
Marc Bloch a absolvit Școala Normală Superioară la Paris după care și-a continuat studiile la Dresda și Berlin unde se inițiază în metodologia de lucru germană. A fost profesor de istorie la Montpellier și Amiens, apoi din 1919 conferențiar la Strasbourg, universitate considerată vitrina inteligenței franceze la începutul secolului. În 1920 își susține teza de doctorat cu lucrarea Rois et serfs, un chapitre d’histoire capétienne (Regi și șerbi, un capitol de istorie creștină). Rămâne la Strasbourg până în 1936, dată la care este ales profesor la Sorbona, la catedra de istorie economică. Cartea lui Marc Bloch, Les Rois thaumaturges (Regii taumaturgi) publicată în 1924 încearcă să analizeze un aspect mai puțin cunoscut al mentalităților medievale - credința în puterea vindecătoare a monarhilor.
Sinteza finală a autorului a fost lucrarea La société féodale (Societatea feudală) în două volume publicate între 1939 și 1940. Aceasta este lucrarea în care erudiția, viziunea de ansamblu și ingeniozitatea demonstrațiilor se îmbină armonios.
Al Doilea Război Mondial va pune punct carierei sale, este exclus din funcțiile publice de către regimul de la Vichy din cauza originii evreiești, dar este “reabilitat” profesional și detașat la Universitatea din Clermont-Ferrand și apoi la cea din Montpellier. În 1943 intră în Rezistența franceză, este arestat, torturat de Gestapo și apoi împușcat la vârsta de 57 de ani, la 16 iunie 1944, la Saint-Didier-de-Formans, lângă Lyon.
Ultimul său manuscris, Apologie pour l’Histoire ou Métier d’historien (Apologie pentru istorie sau meseria de istoric), a fost redactat rapid și cu puține note, între 1941-1942, și editat prin grija lui Lucien Febvre. Această carte a cunoscut un mare succes internațional, fiind considerată drept testament științific al istoricului, sintetizat printr-un singur verb - “a înțelege”.
1. ↑  Mare Léopold Benjamin Bloch, Baza de date Léonore, accesat în 9 octombrie 2017
2. ↑  BLOCH Marc, Nouveau dictionnaire de biographie alsacienne, accesat în 9 octombrie 2017
3. 1 2  Marc Bloch, Roglo
4. 1 2  „Marc Bloch”, Gemeinsame Normdatei, accesat în 26 aprilie 2014
5. 1 2  Certificat de naștere, accesat în 2 iunie 2023
6. ↑  Блок Марк, Marea Enciclopedie Sovietică (1969–1978)[*]
7. ↑  „Marc Bloch”, Gemeinsame Normdatei, accesat în 11 decembrie 2014
8. 1 2 3  Autoritatea BnF, accesat în 10 octombrie 2015
9. ↑  Блок Марк, Marea Enciclopedie Sovietică (1969–1978)[*]
10. ↑  Marc Léopold Benjamin dit Chevreuse, Arpajon, Narbonne Bloch, annuaire prosopographique: la France savante, accesat în 9 octombrie 2017
11. 1 2  Mémoire des hommes
12. ↑  Dictionnaire biographique, mouvement ouvrier, mouvement social[*] Verificați valoarea |titlelink= (ajutor)
13. ↑  Autoritatea BnF
14. ↑  Laurent Mauduit (23 noiembrie 2024), Panthéonisation : les conditions posées par la famille de Marc Bloch (în franceză), accesat în 23 noiembrie 2024
15. ↑  LIBRIS, 7 februarie 2013, accesat în 24 august 2018
16. ↑   http://www.nocierreslosojos.com/escuela-annales-marc-bloch/ Lipsește sau este vid: |title= (ajutor)
17. ↑   https://www.nybooks.com/articles/1990/04/26/a-modern-hero/ Lipsește sau este vid: |title= (ajutor)
18. ↑  CONOR.SI[*] Verificați valoarea |titlelink= (ajutor)
19. ↑  Autoritatea BnF, accesat în 1 martie 2024
20. ↑   https://www.ipl.org/essay/Durkheims-Impact-On-History-PKUVQRHESJPR Lipsește sau este vid: |title= (ajutor)
21. ↑  Baza de date Léonore